# 石油ファンヒーター

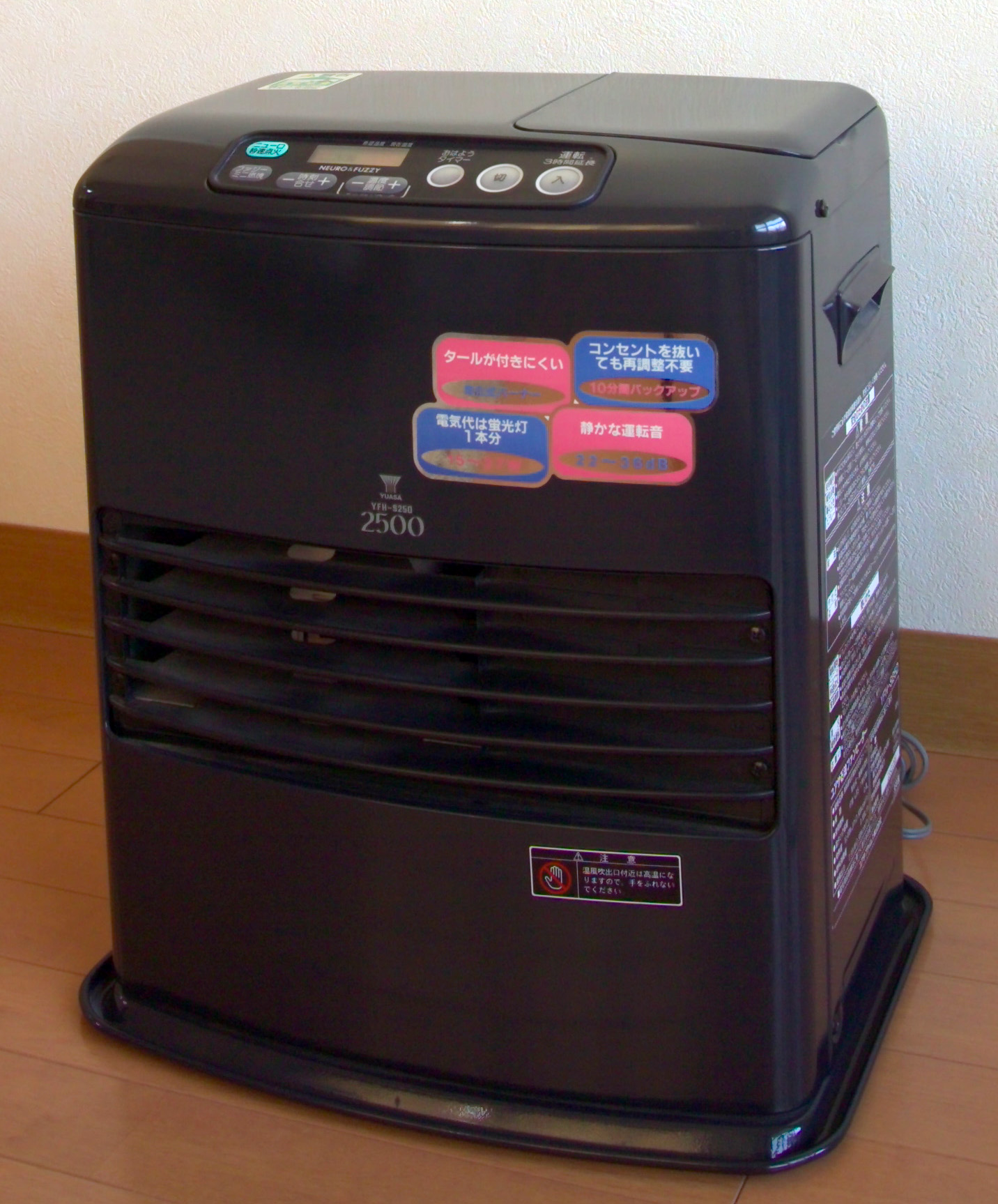
石油ファンヒーター

石油ファンヒーター（せきゆファンヒーター）とは、暖房器具（ストーブ）の一種。灯油を燃焼しそのエネルギーで得た熱を送風ファンによって排出し暖をとる電気製品である。他の暖房器具に比べ安価で操作が簡単、ランニングコストが安いことが利点。一方原油価格による影響を受けやすく、また灯油の扱いや燃焼（主に点火・消火）時の臭気がデメリットともされる。規格としての名称は強制通気形石油ストーブ（きょうせいつうきがたせきゆストーブ）という石油ストーブの一種でもある。
ファンヒーターは、多くの人に親しまれており、1978年に三菱電機が初めて商品化し、以後各家電メーカーや石油ストーブを生産していた暖房器具メーカーが参入した。しかし2004年前後に価格競争の激化や電気ファンヒーター（イオンファンやセラミックファン等）への転換などにより大手メーカーが撤退しはじめ、2007年のシャープをもって総合家電メーカーは石油ファンヒーター事業から手を引くことになった。
また省エネのために住宅の密閉度を高める政策により、換気を要するファンヒーターは使いにくくなっている。しかし安価で強力な暖房力があり、また乾燥しにくいなどの特性のため、依然として根強い需要がある。エアコンは低温では能力が低下するため、ファンヒーターで温度を上げてからエアコンで維持する方法が多く使われている。
しかし古くなるとタール蓄積やシリコン付着によるトラブルが発生しやすく、また換気不良による事故もあり訴訟対策のためもあって多くのメーカーが撤退したが、依然としてコロナ・ダイニチ工業・トヨトミ・日本エー・アイ・シーなどのメーカーが生産を行っている。エアコン普及と住宅気密度上昇により2014年頃、一時的に需要が低下したが、その後は微増を続けており、現在でも開放式だけで年間200万台以上、金額にして約300億円程度の安定した需要がある。
パラフィンファンヒーター（paraffin fan heater）またはケロシンファンヒーター（kerosene fan heater）とも呼ばれる。

## 基本的な構造
灯油を機械的な仕組みで気化させ、空気との混合ガスに変えて燃焼させ、発生した熱を本体背面にある送風ファンにより機外（室内）へと送り出す。送風ファンによって室内の空気が強制的に攪拌されるため、部屋全体を速く暖める能力には優れている。芯を使った自然気化式の石油ストーブと比べ構造的には複雑で、商用電源を必要とすることから、停電時には使えなくなる。
全てのストーブは「水平な床」に据え付けて使用するよう指示されており、安定した水平面の床に置いて（かつ配管接続のあるものは床や壁に固定して）使用されなければならない。傾斜・段差・凹凸のある不安定な床に据え付けると「耐震自動消火装置の誤作動」・「灯油漏れによる火災」・「給排気筒や煙突の外れ・接続部の隙間からの排ガスの室内漏出による一酸化炭素中毒」の危険がある。
灯油を気化して燃やす方式では通常、電源投入から燃焼・送風ファン回転開始まで40秒〜10分程度かかり、電源を切った後も本体内部の温度を下げるため送風ファンが約2〜10分間回る（電源プラグは送風ファン停止を確認してから抜き、いきなりプラグを抜いての強制消火は機器故障のおそれがあるので禁止）。電源投入から燃焼開始までの時間を大幅短縮する「スピード点火」機能を用いる場合は（灯油気化器へのヒーターの通電を停止中も継続し予熱したまま待機する）待機時の消費電力が大幅に増える（スピード点火ボタンを押してから24時間以内に運転ボタンを押して点火操作をしない場合、灯油気化器の保護と節電のためスピード点火機能は自動的に解除される）。また学校・公民館・オフィスなどでの集中制御に対応した機種も発売されている。なお、炎の状態を本体正面の燃焼窓から見た時に「飛び火（リフト）燃焼」や「炎が通常より大きすぎる・または小さすぎる」場合、不良灯油使用や給排気筒・フィルター・送油配管目詰まりなどによる不完全燃焼の疑いがあり、そのまま使い続けると機器の故障や一酸化炭素中毒を招く危険がある。また気化した灯油と送風空気とを混合して燃焼させる仕組みから、酸素が薄くなる標高1,500m以上の高地では空燃比が設計よりも濃くなるため、調整を行わないままでは酸素不足による不完全燃焼で一酸化炭素中毒を招く危険があり使用すべきではない。
カートリッジタンクや油受け皿内の灯油が残り少なくなるとレベルセンサーにより本体ディスプレイに「給油」表示が出てブザー（またはメロディ）で給油告知をし、本体内油受け皿の灯油が完全に無くなると自動消火する機種が多い。カートリッジタンク式機種（石油ファンヒーター全機種とFF式石油暖房機・煙突式ストーブの一部機種）は消防法の規定により「（燃焼中にタンクを抜くと強制消火する）給油時自動消火装置」が全機種に搭載されるようになったが、通常は電源を切り本体が冷えてからタンクを抜く（タンク別設式機種も火災事故防止のため、外付けタンクへの給油は必ずタンク側の送油バルブを閉じ消火してから行う。
灯油の在庫は今シーズン中に使い切り、変質防止のため翌シーズンに持ち越さない（翌シーズンの使い始めに必要な分だけ新規購入する）よう取扱説明書にて指示されている（直射日光や雨水が当たらず・かつ火の気のない冷暗所に保管し、変質防止のため給油時以外はポリタンクおよび金属製タンクの蓋を必ず閉めておく）。
大半の機種は時計を内蔵しており、好みの時刻に燃焼を始められる「オン（おはよう）タイマー」と・好みの時刻に消火できる「オフ（おやすみ）タイマー」をそれぞれ搭載している。また本機の設置中および使用中に異常を検出した時は、本体ディスプレイに異常状態を英文字と2桁数字で知らせる「自己診断（エラーコード）表示」機能を搭載しており、修理依頼時は本体ディスプレイに表示されているエラーコードを販売店または各メーカー相談窓口（カスタマーセンター）へ伝えることで、依頼を受けた担当者が異常発生原因を即座に突き止められるようにしている。
かつては上位機種に加湿機能や加湿器専用コンセントが搭載されていたが、燃焼によって水蒸気が出るためか現行モデルの石油ファンヒーターおよびFF式暖房機には加湿機能や加湿器専用コンセントは搭載されていない（電気ストーブの一部に加湿機能搭載モデルがあるのみ）。また給排気筒または煙突が付く石油ファンヒーターは、燃焼中に本体が動いて給排気筒や煙突が外れ、排ガスが室内に漏れる事故を防ぐため、本体は必ず専用固定具で壁や床に固定するよう定められている（補強材のない薄壁などの場合、簡単に外れないよう必ず角材などの添え木をしたうえで固定具を装着する）。

## 構造による違い
燃焼用空気の扱いで、大きく分けて以下の3つの方式がある。

### 開放式
規格名称は「強制通気形開放式石油ストーブ」。単に「石油ファンヒーター」と呼ぶ場合、通常はこの方式のみを指すことが多い。
燃焼用空気を室内から取り入れ、燃焼したガスを室内に排気する方式。燃焼の調節は供給する燃料の量を電子的に制御し、それに応じてファンモーターの出力を自動的に制御するようになっている。使用にあたっては定期的な換気が必要である（通常使用時は不完全燃焼や一酸化炭素中毒防止のため「電源入から3時間後に自動消火」する機能があり、継続使用する場合は1時間に1度以上部屋を換気し「延長」ボタンを押す）。室内に排気するので、一酸化炭素や臭いなどをなるべく出さぬよう燃料の量を正確に制御する技術が求められ、また点火時、消火時に石油臭を減らすために細かい制御が加えられている。そのため、普及においてはFF式の方が早かった。
開放式の石油ファンヒーターは1978年に三菱電機の群馬製作所が開発し、日本国産第1号機が発売された。商品名は「ダンファン（暖ファン）」と命名された。
なお交流100V電源を用いる開放式ストーブ（ブルーヒーター）は主に業務・店舗用のため、気密性の高い8畳以下の小さな部屋では使えない（不完全燃焼による一酸化炭素中毒の危険があるため）。また石油ファンヒーターは一酸化炭素中毒防止のため「点火後3時間経つと強制消火」するようになっており、オフタイマー動作直前にランプ点滅とブザーにて告知する。継続使用する場合は部屋の換気をしたのち「延長」ボタンを押せば燃焼時間が延長（一般的には3時間）される。

### FF式（密閉式・強制給排気形）
Forced draught balanced Flue type。
燃焼用空気を室外から給排気筒を通して燃焼用送風機の力で強制的に取り入れ発生した熱を送風ファンで室内へ送り出し、排気は給排気筒を通して室外に出す方式。開放式と違い使用時に定期的な換気は必要ないが、給排気筒の設置工事が必要である。
FF式の石油温風暖房機は開放式の石油ファンヒーターが登場する以前から商品化されており、例としては1973年には日立製作所で発売、1974年にはコロナで発表された記録がある。1975年以降の日本国内出荷台数は倍々に増加して行き、1台十数万円（当時）という価格設定ながら、1979年シーズンには130万 - 160万台の売り上げが見込める規模に成長した。
灯油タンクは「カートリッジ式」と「別設式」の二通りあり、後者の場合はタンクから機器までの送油配管工事が別途必要となる。

### FE式（強制排気型）
Forced Exhaust。
FF式から強制給気を除いたような構造で室内の空気を使って燃焼、排気のみ屋外へ出す構造。給気構造を持たないため構造が単純、また排気管も単管であるため延長が容易である。吸気口が積雪で塞がれてしまう懸念があるFF式に比べ、豪雪地帯などで採用が多い。欠点としては運転中に換気扇を回すなどで室内が極端に負圧になった場合に排気ガスが室内に逆流する可能性があることで、暖房機ではなく同様の構造を取るパロマ製のガス湯沸かし器で大規模な事故を出すことになった。

## 燃焼方式の違い
石油ファンヒーターには主に3種類の燃焼方式の違いがあり、各方式により以下のような特徴がある。

### ブンゼン式
ダイニチ工業が積極的に採用。かつては最も多くのメーカーが採用した燃焼方式。灯油を気化器と呼ばれる装置で電気の力により熱し、自然吸気によって取り入れられた空気と混合されたガスを燃焼筒で燃やす仕組みを持つファンヒーター。他の方式よりも消費電力が多い。また燃焼中の音は他方式に比べて大きい傾向にあり、消火時には「バン」という物音がするのも特徴。自然吸気のため全て開放式であり、FF式（密閉式）は皆無。
気化器の構造上、点火までの時間が短く灯油の気化ガス発生の制御を電磁弁で瞬時に行えるため点火、消火時の臭いは少ないが、高地での使用はできない（1000mが上限という）。
メリット
- 初期着火までの予熱時間が短い。
- 点火・消火時の臭いが少ない。

デメリット
- 灯油気化器を電力で動かすため、消費電力が多い。
- 燃焼用空気と送風空気のファンが同一である事が多く、炎を安定させるために能力の変化幅が小さい。
- 灯油の質に左右され、タールによる故障が多い。

#### クリーニング機能
ブンゼン式の特徴である、気化器に付着したタールを焼き尽くしてしまう（空焼き）機能。クリーニング機能動作時は白煙や異臭を放つため、注意書きには屋外で使用するように書かれている。
この機能は搭載されていないモデルもあり、ダイニチ工業では「過去にはクリーニング機能を搭載していたが、現在は気化器の耐久性を向上させたのでクリーニング機能を搭載しなくなった」という。この場合は温度設定を最高にして高温高負荷でしばらく動作させると蓄積したタールを減らすことができる。
通常タールは変質した灯油を火力を絞って長時間燃焼させた場合に蓄積しやすい。

### ポンプ噴霧式（ARCバーナー）
燃焼筒で発生した熱で灯油をガス化し、このガスと空気を機械的に混合して燃焼筒で燃やす仕組みを持つ燃焼方式。過去に多く作られていた方式だが、近年ではコロナのみの製造となっている。電気ヒーターは着火時のみしか使わないため、ブンゼン式に比べても燃焼時消費電力が格段に低いが、初期着火に炉を温めるための待ち時間と電力消費を要する（近年の機種では短縮が図られている）。最近では使用していない状態でもヒーターで常に給油パイプを予熱・保温し、比較的短時間で点火させる事前予熱機能（コロナの「秒速点火」等）を搭載しているが、当然ながら電力を消費する。これについては更に近年の機種に搭載される、保温開始時刻を設定してそれまでは保温しない機能（コロナの「秒速タイマー」等）で電力消費を抑えられる。
燃焼時に発生する臭気は、ブンゼン式やポット式に比べ少ない。点火時、消火時には臭うため、ファンモータを瞬時に停止して悪臭の発生を減らしており、機種によってはバーナー前面をシャッターで閉鎖するものや、消臭機能を搭載するものもある（いずれも体感上ほとんど効果はない）。機械的に空気を混ぜているので、混合ガス用空気を別の口から取り入れているのが特徴。
他に非家庭用にオリオン機械が、高圧噴霧式と称する石油温風ファンヒーター（ジェットヒーター HP）を出している。
メリット
- 燃焼中の灯油気化は燃焼熱を使うため、消費電力が少ない。
- 燃焼用空気と送風用空気のファンが分かれ、送風力が高く送風力の調節範囲も広い。

デメリット
- 着火まで時間がかかる。
- 2系統のファンモーターの回転数を制御する必要がありコストが高い。
- 着火時と消火時に臭いがしやすい。

### ポット式
燃焼筒に灯油を滴下して燃焼させる方式で、もともとは大型ストーブ用の燃焼機構で単純な構造の部類に入るもので、黄炎の低速燃焼であり効率も良くないものであったが、トヨトミが小型化・高速高温燃焼化に成功、特許を取得している。タールに弱い気化器が無いので不良灯油でもトラブルが少ない。
一方、ポットを加熱して燃料を滴下する構造のため、着火に時間がかかり石油臭がすること、火力の調節がしにくく低熱量に絞ることが難しい欠点があった。トヨトミは電気ヒーターを用いることで改良して採用している。同社が「レーザーバーナー」の商標と特許で複数のメーカーにOEMしていた。消火時はポット内に残余の燃料が残るので、石油臭は他の方式に比べて若干多い。
長年、トヨトミがOEM品も含めて独占的に製造してきたが、2018年にサンポットがトヨトミから特許を購入して「ハイブリッドバーナー」の名称で独自に生産している。
メリット
- 燃焼中の消費電力が少ない。
- 気化器を使用せず、基本的に送風ファンと燃料ポンプ以外の動的部分がないため構造が簡単で、耐久性が高い。

デメリット
- 着火まで時間を要し、細かい火力の調節がしにくい。
- 予熱から点火までの消費電力が多い。
- 着火時と消火時に臭いがしやすい。

### ロータリー式
バーナー直下に回転する円盤状の気化器を搭載し、遠心力で気化させて燃焼させる方式。直線的な噴射のポンプ噴霧式やブンゼン式に比べて灯油をより均一な混合気にできるため石油臭が少ない。ブンゼン式と同じく気化には電力を用いるが、ヒートパイプなどで熱を誘導し効率を上げることができる。現在はサンポット→長府製作所がほぼ唯一のメーカーとなり、サンポット時代には2018 - 2019シーズンの製品はトヨトミから上記「レーザーバーナー」の特許権を受けて製造していたが、2019 - 2020シーズンは気化器駆動系を一新した「リニアロータリーバーナー」の製品を投入した。なお、サンポットは開放式ファンヒーターは製造していない（長府製作所もサンポット合併前から同様）。かつては三洋電機が代表的なメーカーで、5年補償を謳った「ロータリーガス化バーナー」として販売していた。しかし、同社は2001年に石油暖房機から撤退している。回転霧化式非家庭用石油純温風ファンヒーターならばオリオン機械のHPE80Aがあり、低運転音を謳っており、回転霧化式赤外線放射併用方式は同社が数機種生産している。同様にロータリーバーナー式非家庭用石油純温風ファンヒーターならば静岡製機のHG30RSがあり、静音を謳っている。
メリット
- ブンゼン式に比べると消費電力が低い。
- 石油臭が少ない。
- ポット式ほどでは無いが、不良灯油には比較的強い。

デメリット
- 構造が複雑でコストが高く運転音が大きい。
- 着火まで時間を要する。

### その他の方式
油ポンプによって燃料を高圧にしノズルより燃料を微粒化させ噴霧して燃焼に必要な空気と混合したところへ電極捧により点火し燃焼させるガンタイプバーナーを搭載する方式もあり、一部のFF式ファンヒーターで採用されている。またかつては石油ストーブと同様、芯を用いた芯式の石油ファンヒーターも存在したが燃焼性能の問題から間もなく姿を消した。

## 主なトラブル
一酸化炭素中毒
室内から取り入れた空気を燃焼させて燃焼廃ガスを室内に放出する開放型燃焼器具の一種であり、他の開放型燃焼器具と同様、換気が不十分な場合、室内での酸素の欠乏・不完全燃焼による一酸化炭素中毒の危険性がある。使用者の過失とは別に製品の欠陥による死亡事故も起きている。これを防止するために、取扱説明書をよく読み、必要な換気を十分におこなうことが重要である。
通常は3時間（業務用は6時間前後）で自動的に停止する機構（延長ボタン有り）がついており、また燃焼が不安定になると自動的に動作を停止する装置がついている。
暖められた部屋の空気を冷たい外気と入れ替えても壁・床・家具などが既に帯熱しているため、換気後の発熱はほとんどが冷えた空気の加熱に振り向けられ速やかにもとの室温に戻る。
なお、賃貸住宅においては、物件によっては一酸化炭素中毒事故の防止を目的として石油ファンヒーターを含む開放型燃焼器具の使用が禁止されている場合がある。
不良・不純灯油
太陽光線にあたっていたり長期保管によって揮発分が減り酸化するなど品質が劣化した不良灯油を使用するとタールが付着し故障の原因となる。また、空中の水蒸気が凝縮し燃料に水分が混入し燃焼が不安定になったり機器が錆びて故障することがある。火力が不安定で異臭や煙が多く排出されるなどの症状が現れた場合は灯油に何らかの問題が生じていると見られる。
これを防止するためには、シーズン終了時に機器底面のタンクから燃料をすべて除去して格納することが推奨されている。
シリコーン
床ワックス材やヘアスプレー、シャンプー、コンディショナー、枝毛コート剤などに含まれるシリコーンが石油ファンヒーターの安全装置を誤作動させ運転を停止することがある。バーナーの炎を電気的に検知するフレームロッドという炎検知器にシリコーンが付着して高温のため電気抵抗の大きなガラス質のSiO2（二酸化ケイ素）を形成し、正常に燃焼しているにもかかわらず電流が検知できなくなって不完全燃焼と誤認して消火してしまうのである。噴出口が白く汚れているときはシリコーンによる故障が疑われる。この場合は、炎検知器の清掃あるいは交換を必要とする。
なお、1986年度の新規格として不完全燃焼防止装置が搭載されるようになった。

## 主な石油ファンヒーターメーカー
- ブンゼン式
  - ダイニチ工業
- ポンプ噴霧式（ARCバーナー）
  - コロナ（旧：内田製作所）

カートリッジタンク式の現行モデルは蓋がばね式に統一されており、つまみの片側をタンク本体に固定する「落ちない灯油蓋」を採用して給油時に手が灯油で汚れず（「よごれま栓」）、蓋の紛失も防ぐ工夫がなされている（蓋がきちんと閉まったか否かは目視により確認可能で、正しく閉まれば「青」表示が出る）。
  - オリオン機械（同社は高圧噴霧式と称している）
- ポット式
  - トヨトミ（旧：豊臣工業）

カートリッジタンク式機種は蓋こそ従来型ねじ式だが、樹脂製グリップを装着し、蓋がきちんと閉まったか否かは「カチカチ」という音と手応えで確認可能な「楽2（らくらく）ロック」を搭載する。また、ポット式のデメリットの一つである「着火までに時間がかかる」をカバーするため、速暖性に優れた電気セラミックヒーターを搭載した機種（同社では「ハイブリッドヒーター」と称する）も発売されている。
  - コロナ
  - 長府製作所（2006年度で自社生産終了、その後はトヨトミからOEM受給）
- ロータリー式
  - 長府製作所（旧：サンポット）
  - 静岡製機（同社はロータリーバーナーと称している）
  - オリオン機械（同社は回転霧化式と称している）
- 過去に製造していたメーカー
  - 東芝（ブンゼン式）
  - 日立製作所（ブンゼン式、2002年度で生産終了）
  - 三洋電機（ポンプ式・ロータリー式）
  - 松下電器産業（National、ブンゼン式、2003年度で生産終了。セラミックファンヒーターを販売）
  - 日本エー・アイ・シー（ブンゼン式、生産中止した松下電器からのノックダウン。中国生産。「アラジン」・「グリーンウッド」ブランド）
  - 三菱電機（ポンプ式、2003年度で生産終了、1978年発売当初は「5万円台の温風暖房」、1979年からは「ダンファン」のちに「DANFAN」、2004年3月までは「消臭王国」のフレーズで発売）
  - 三菱重工業（ビーバー、ブンゼン式、ダイニチOEM）
  - 富士通ゼネラル（ブンゼン式）
  - ブラザー工業（ポット式）
  - ニッセイ（シャープのOEM）
  - 日本電気ホームエレクトロニクス/ユアサプライムス（ポンプ式・ロータリー式、三洋電機OEM）
  - ソニー（SONNET、他社OEM）
  - シャープ（ブンゼン式、2007年度で生産終了。イオンファンヒーターを販売）
  - サンデン（2007年7月に撤退、同業のサンポットへ事業譲渡）

## 事故・リコール
- 三洋電機製石油ファンヒーター「CFH-S221F型」による一酸化炭素中毒事故
- 松下電器産業製FF式石油暖房機の欠陥による一酸化炭素中毒事故
- 豊臣工業製石油ファンヒーター「LCR-3型」による一酸化炭素中毒事故